# Milena Busquets
Milena Busquets (ur. 1972 w Barcelonie) – hiszpańska pisarka, dziennikarka i tłumaczka. 

## Życiorys
Jest córką Esther Tusquets, pisarki i wieloletniej redaktorki wydawnictwa Editorial Lumen, które założył ojciec Tusquets. Milena Busquets ukończyła Liceo Francés, po czym studiowała archeologię na University College London. Przez lata pracowała jako redaktorka w rodzinnym wydawnictwie, następnie skupiła się na pracy dziennikarskiej i przekładach. Jej powieść I to przeminie wzbudziła duże zainteresowanie podczas Targów Książki we Frankfurcie nad Menem: o prawa do wydania utworu ubiegało się prawie 30 wydawców, w tym Éditions Gallimard i Suhrkamp Verlag.

## Twórczość
- Hoy he conocido a alguien, 2008[7]
- También esto pasará, 2015, wyd. pol.: I to przeminie. Maria Mróz (tłum.). Wydawnictwo Czarna Owca, 2016. ISBN 978-83-8015-138-3. Brak numerów stron w książce
- Hombres elegantes y otros artículos, 2019[4]
- Gema, 2021[1]
- Las palabras justas, 2022[8]